# Microgastra granosa
Microgastra granosa är en sjöpungsart som först beskrevs av Sluiter 1904.  Microgastra granosa ingår i släktet Microgastra och familjen Plurellidae. Inga underarter finns listade i Catalogue of Life.